# 佐特曼 (蒙大拿州)
佐特曼（英語：Zortman）是位於美國蒙大拿州菲利普斯縣的普查規定居民點。

## 歷史
佐特曼的郵局自1903年營運至今。

## 人口
根據2020年美國人口普查的數據，佐特曼的面積為10.24平方千米，皆為陸地。當地共有人口82人，而人口密度為每平方千米8.01人。